# Mimosa (cocktail)
Mimosa er en cocktail bestående af lige dele champagne (eller anden mousserende vin) og appelsinjuice (eller anden citrusjuice (grapefrugt, citron etc.). Mimosa drikkes traditionelt af champagneglas til brunch, bryllupsreception eller som del af førsteklassesservice på visse tog og fly.

## Historie
Man regner med at mimosaen blev opfundet omkring 1925 på Hôtel Ritz Paris af Frank Meier. Den er sandsynligvis opkaldt efter det engelske navn for Acacia dealbata.
Buck's Fizz er en lignende cocktail, men har dobbelt så meget champagne som appelsinjuice.